# Financiación combinada

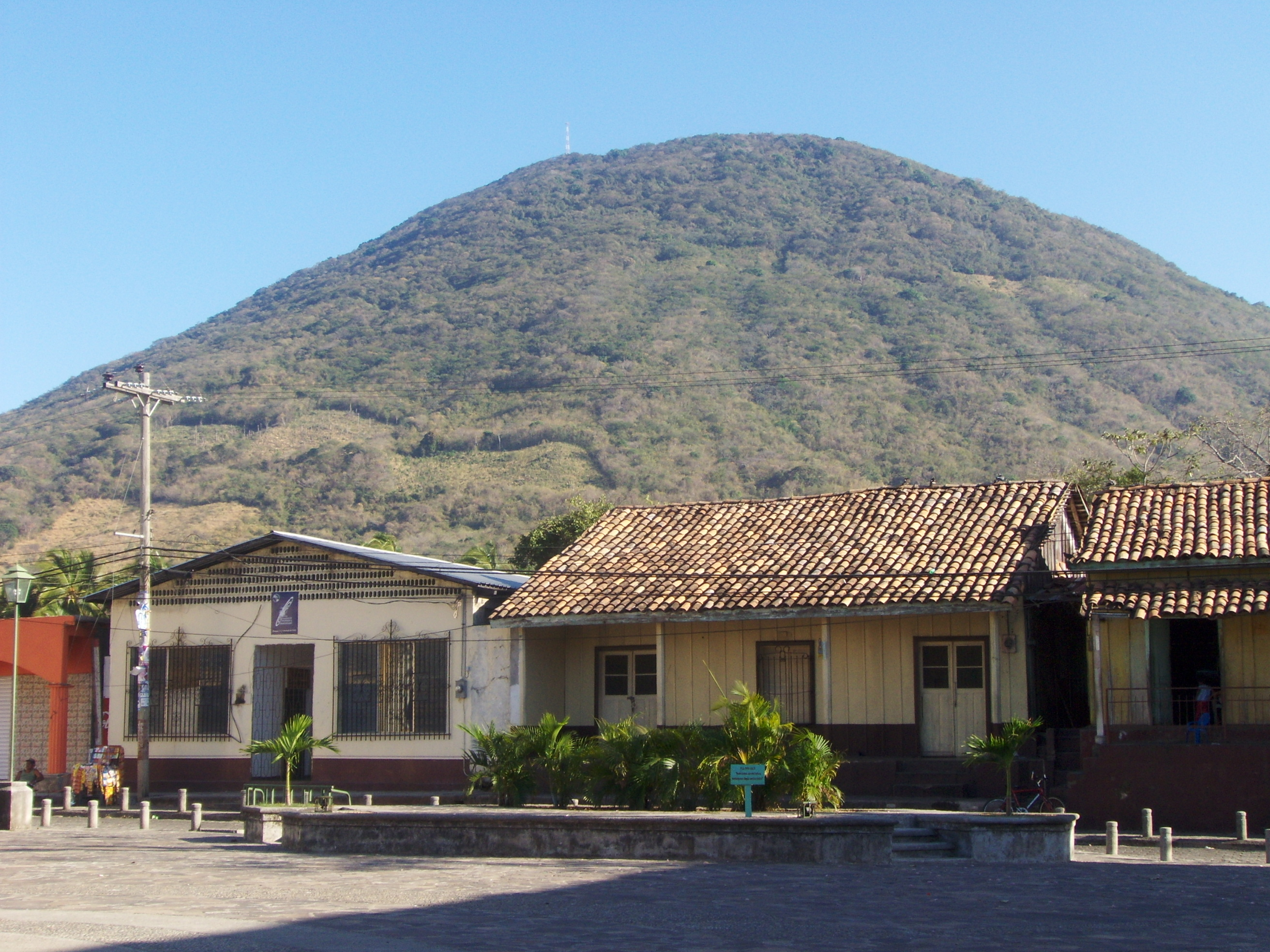
Casas en Honduras. La financiación de viviendas sociales en Honduras es un ejemplo de financiación combinada. Detrás puede verse el volcán de la Isla de El Tigre.

La financiación combinada se define como «el uso estratégico de financiación al desarrollo y dinero filantrópico para movilizar capital privado a mercados emergentes y mercados frontera». El término inglés blended finance también se traduce al español como financiación mixta o se usa directamente el anglicismo blending. La financiación combinada ofrece ventajas tanto a los inversores como a los países receptores. Da las posibilidades de aumentar la financiación comercial para países en desarrollo y de canalizar esta financiación hacia inversiones con impacto en desarrollo. Esta financiación se diseña por tanto para apoyar el progreso hacia los Objetivos de Desarrollo Sostenible (ODS) marcados por las Naciones Unidas. Cumplir los ODS requerirá anualmente una financiación adicional de 2,5 billones de dólares estadounidenses ($) por año. En otro orden de cosas, llevar a cabo el Acuerdo de París contra el cambio climático necesitará de una financiación anual adicional de 13,5 billones de $. El concepto de financiación combinada fue reconocido por primera vez como solución a la falta de financiación en el documento en el que la Tercera Conferencia Internacional sobre Financiación del Desarrollo (julio de 2015) expuso sus resultados.
Una reciente investigación encargada por el Foro Económico Mundial identificó 74 fondos e instrumentos financieros conjuntos (pooled) que totalizaban 25,4 millardos de $ en activos de financiación combinada, con impacto en las vidas de 177 millones de personas, demostrando así el enorme potencial de esta financiación para remediar la falta de financiación requerida para llegar a los ambiciosos Objetivos de Desarrollo Sostenible.
El concepto ha ganado popularidad últimamente dentro del mundo de la financiación para el desarrollo.

## Terminología
La expresión "financiación combinada" implica la mezcla de dinero público y dinero privado a través de un acuerdo o esquema de inversión común, con cada parte empleando sus conocimientos de forma complementaria. El concepto y el modelo se elaboraron dentro de la iniciativa de rediseño de la financiación para el desarrollo del Foro Económico Mundial. El dinero público suele provenir de bancos multilaterales de desarrollo o agencias nacionales de ayuda al desarrollo.

## Motivos
El sector público (como la ayuda oficial al desarrollo, AOD) no tiene capacidad para aportar todo el dinero necesario para alcanzar los Objetivos de Desarrollo Sostenible (ODS). Por tanto la inversión privada es clave para aumentar el alcance e impacto de la financiación convencional del desarrollo y de los filántropos. Solo un porcentaje pequeño de los activos mundiales de bancos, fondos de pensiones, aseguradoras y multinacionales se dirige a sectores y regiones que hacen avanzar el desarrollo sostenible. El reto actual para la era ODS es cómo canalizar más dinero privado hacia estos sectores y regiones. Especialmente en un contexto donde las finanzas públicas están cada vez bajo mayor presión, mientras los flujos privados a países en desarrollo están aumentando significativamente. La financiación combinada se ha diseñado para estimular vastas entradas de capital privado que apoyen estos resultados de desarrollo.
Los inversores y las instituciones comerciales se ven cada vez más atraídos por los mercados emergentes y mercados frontera. Esta tendencia se solapa con los retos que afrontan los financiadores convencionales del desarrollo: restricciones financieras significativas y una carencia de capacidad o conocimientos para identificar oportunidades (deal sourcing) o estructurar transacciones. Por tanto es una buena ocasión para que estas 2 tendencias converjan y, si existe voluntad política para una eficaz colaboración público-privada, se da una oportunidad real para que inversores y financieros gestionen con una mayor rentabilidad esperable su participación en mercados emergentes. La financiación combinada contribuye a objetivos de desarrollo a través de:
1. Aumentar el apalancamiento del capital: extiende el alcance de los limitados dinero filantrópico y financiación convencional del desarrollo al utilizarlos estratégicamente para canalizar mayores volúmenes de capitales privados hacia inversiones de alto impacto en el desarrollo.
2. Incrementar el impacto: como se reúnen conocimiento y habilidades de inversores públicos, se aumentan el alcance y la eficacia de las inversiones.
3. Conseguir unos retornos de las inversiones ajustados a los riesgos: se pueden gestionar estos riesgos para lograr retornos que estén en línea con las expectativas de mercado, favoreciendo así que más dinero privado se invierta en proyectos de desarrollo, al reducir los riesgos o garantizar una rentabilidad (hay muchos tipos de financiación combinada).

## Mecanismos de apoyo o tipos de financiación combinada
En los paquetes de financiación combinada los financiadores del desarrollo han utilizado diversos mecanismos de apoyo para atraer inversores privados. Algunos de estos mecanismos, que gestionan los riesgos o reducen los costes de transacción son:
- Asistencia técnica: para fortalecer la capacidad del país en desarrollo donde se invierte y rebajar los costes de transacción.
- Asunción de riesgos: por parte del tramo público de la financiación combinada, para proteger total o parcialmente a los inversores privados.
- Incentivos de mercado: por ejemplo pagos garantizados independientes de los ingresos reales del servicio en cuya prestación se invierte (por ejemplo una carretera de peaje) o pagos a cambio de inversiones previas en mercados nuevos o distorsionados (por ejemplo, por conflictos armados o catástrofes naturales).
- Compromisos de mercado avanzados (AMC por sus siglas en inglés): contrato vinculante que garantiza un mercado al inversor. Por ejemplo, si desarrolla una vacuna eficaz, el contrato le garantiza la compra de unos millones de dosis.[12]
- Créditos con intereses subsidiados públicamente.[12]
- Donaciones de parte de los costes de un proyecto.[12]

## Ejemplos ilustrativos
- Vivienda asequible en Honduras dando créditos a familias de bajos ingresos, a través de entidades locales de microfinanzas que a su vez piden prestado dinero a largo plazo al Banco Mundial.[1]
- Proyecto hidroeléctrico en Laos donde el Organismo Multilateral de Garantía de Inversiones proporciona una cobertura de seguros contra riesgos políticos en la construcción y operación de la central.[1]

## Plataformas de financiación combinada
La Sociedad de Inversión en Desarrollo Sostenible y Convergence son 2 plataformas que ponen en práctica la financiación combinada. Su objetivo es juntar a entidades relevantes de los sectores público y privado, conectando así los intereses y el dinero con las iniciativas. Ambas plataformas proporcionan financiadores con acceso a una cartera de proyectos individuales de financiación combinada, incrementando así la participación de ambos tipos de inversores en las transacciones.
Aunque la financiación combinada está mostrando un interés y unos resultados prometedores, estas plataformas ayudarán evaluar la eficacia del modelo con el tiempo.